# North Korea Uncovered
North Korea Uncovered é um conjunto abrangente de mapeamentos da Coreia do Norte. Inclui cobertura detalhada de milhares de edifícios, monumentos, instalações de armazenamento de mísseis, valas comuns, campos de trabalho secretos, palácios, restaurantes, locais turísticos e estradas principais do país, e ainda inclui a entrada para a base de teste nuclear subterrâneo do país, o Centro de Pesquisa Científica Nuclear de Yongbyon.
O mapeamento foi o resultado de um esforço de dois anos do estudante de doutorado Curtis Melvin e outros voluntários, que se debruçaram sobre centenas de reportagens, imagens, relatos, livros e mapas para identificar os locais geográficos e políticos. O resultado foi considerado um dos mapas mais detalhados da Coreia do Norte disponíveis ao público em 2009. Ele está disponível como um pequeno arquivo KMZ, visualizável no Google Earth. Entre abril de 2007 e abril de 2012, o arquivo de dados foi baixado mais de 270 mil vezes.